# Dinastia de Vidjaya
La Dinastia de Vidjaya (també coneguda com la dinastia Vijayana i a vegades referida com la "Gran Dinastia") va ser la primera dinastia reial singalesa que governava l'illa de Ceilan, moderna Sri Lanka. Segons el folklore singalès, el príncep Vidjaya és el tradicional primer rei de Sri Lanka i fundador del regne de Tambapanni i va seguir la dinastia posterior del regne de Upatissa Nuwara i finalment el regne amb capital d'Anuradhapura (vegeu regne d'Anuradhapura).
Hi va haver 37 monarques de la dinastia que van regnar durant un lapse de 609 anys (excepte en 80 d'ells). La dinastia va acabar quan Vasabha, de la dinastia de Lambakanna, va prendre el poder a l'estat l'any 66 dC.